# Neoconocephalus minor
Neoconocephalus minor är en insektsart som beskrevs av Heinrich Hugo Karny 1907. Neoconocephalus minor ingår i släktet Neoconocephalus och familjen vårtbitare. Inga underarter finns listade i Catalogue of Life.